# Musée bruxellois du Moulin et de l'Alimentation
 (août 2025).
 (août 2025).
Si vous disposez d'ouvrages ou d'articles de référence ou si vous connaissez des sites web de qualité traitant du thème abordé ici, merci de compléter l'article en donnant les références utiles à sa vérifiabilité et en les liant à la section « Notes et références ».
Le Musée bruxellois du Moulin et de l’Alimentation (en néerlandais : Brussels Museum van de Molen en de Voeding) est abrité par l'ancien moulin à vent d’Evere, construit au XIXe siècle, qui est l’un des plus anciens témoignages du patrimoine architectural de la commune bruxelloise.

## Le moulin

### Les premières années
L’édification du moulin d’Evere par Charles Van Assche (1811-1879) date de 1841. À cette époque, Evere était encore un petit village, en périphérie de la ville, où l’agriculture occupait une place importante, notamment la culture des céréales.
Contrairement à la plupart des moulins à vent en région bruxelloise, construits en bois et appelés « moulins pivots », celui d'Evere fut édifié en briques et présentait une forme cônique. L’essentiel de ce « moulin-tour » était fixe : seule la toiture – également appelée calotte – pouvait pivoter au sommet du bâtiment. Ce type de moulin à vent, qui était moins coûteux en entretien, offrait également l’avantage d’être plus résistant aux intempéries et présentait un espace intérieur plus important.

### La mouture par meules
À l’aide d’une manivelle, le meunier pouvait étendre les toiles sur les ailes, augmentant ainsi leur vitesse de rotation. L’énergie produite était ensuite transmise par un système d'axes et d'engrenages aux meules, situées au troisième étage du bâtiment.
Les sacs de grains étaient montés vers les niveaux supérieurs du moulin à l’aide d’un tire-sac traversant les différents planchers présents dans l’édifice. Une fois la mouture achevée et la farine stockée dans des sacs, ce système permettait également au produit fini d’être descendu au rez-de-chaussée où il était chargé dans une charrette tirée par des chevaux. Entrée par une des deux grandes portes situées au bas de la tour, celle-ci pouvait ensuite ressortir par la seconde afin de livrer la farine aux différents clients du moulin.

### Du vent à la vapeur
L’utilisation de l’énergie thermique est certainement un des aspects les plus marquants de la Révolution industrielle au XIXe siècle. Elle a ainsi permis le développement des premiers transports de masse par chemin de fer. Mais ses propriétés ont aussi été exploitées dans le domaine industriel, y compris au moulin d’Evere.
Par définition, les moulins à vent fonctionnent grâce à l’énergie éolienne. La mouture des grains ne peut donc pas être réalisée les jours sans vent. Pour augmenter la productivité de son outil, Charles Van Assche décida en 1853 d’adjoindre au moulin-tour une chaudière et un petit bâtiment abritant une machine à vapeur et un système de transmission.
Avec le développement de l’ère industrielle, il devenait de plus en plus évident que la vapeur devait dépasser son simple rôle de source d’appoint énergétique. Après la mort de Charles Van Assche en 1879, son épouse, Pétronilla, reprit en main l’exploitation du moulin et décida de remplacer l'ancienne chaudière et machine à vapeur par des installations plus puissantes.
La mouture ne se faisant dès lors plus qu’exclusivement à l’aide de la vapeur, les ailes furent démontées aux alentours de l’année 1886.

### La mouture par cylindres
Le démontage des ailes fut suivi en 1887 par la construction d'un bâtiment à trois étages à côté du moulin-tour. Au rez-de-chaussée furent installés des moulins à cylindres, mettant ainsi un terme à la mouture par meules. Cette innovation technologique fut mise au point vers 1870 par le meunier-mécanicien suisse Friedrich Wechman (dont le brevet fut racheté en 1874 par André Mechwart, directeur de la firme hongroise Ganz et Cie). Cette technique de mouture dite « hongroise » était nettement plus efficace, tant au point de vue de la blancheur de la farine que de la qualité du pain produit.
Différentes sortes de céréales étaient moulues à Evere : blé, seigle, avoine, orge, … La mouture était réalisée pour des cultivateurs, des marchands, des bourgeois, des brasseurs, des boulangers, des épiciers ou encore pour des particuliers. Parallèlement, le moulin vendait aussi directement de la farine à ses clients.
Après le décès de madame Van Assche en 1891, l’héritage familial fut partagé entre ses neuf enfants. En 1904, un nouveau bâtiment fut joint à l’édifice existant. Appelé « magasin », il servait de lieu de stockage mais aussi de logement pour les ouvriers qui travaillaient sur place.
Après vingt ans d’existence, en 1911, la meunerie « Van Assche frères et sœurs »  cessa toute activité. La concurrence des grandes minoteries, ainsi que des farines importées de l’étranger, était alors trop forte pour cette petite entreprise familiale.

### Réaffectations multiples
Après avoir été fermé pendant quelques années, le moulin fut réaffecté, hébergeant ainsi diverses activités successives. Dès 1914, et ce jusqu’en 1923, une partie des bâtiments fut loué afin d’accueillir une fabrique de thermosiphons pour le forçage du chicon, légume dont les paysans d’Evere s’étaient convertis à la culture dès le dernier quart du XIXe siècle. En 1921, une autre partie de l’édifice fut louée à ce qui devint la « Tannerie-Chromerie du Moulin ».
Après la mort de Jean-Baptiste, ultime descendant de la famille Van Assche, le moulin fut légué au beau-frère de ce dernier, Frans Van Hove. Alfons Van Hove, son fils, y monta ensuite une entreprise de construction de petites machines à bois mais au succès mitigé. Une fabrique de boyaux destinés à la boucherie-charcuterie occupa également le bâtiment par la suite. Cette boyauderie fut reprise en 1928 par Oscar Tausig.

### La mouture d'épices
Fils de boucher, Oscar Tausig cessa la fabrication de boyaux après quelques années. Il se lança alors dans le commerce de saucisses, de colorants et d’épices, très demandées par les bouchers-charcutiers. Parmi les épices moulues et mises en vente sur place, citons le poivre, le clou de girofle, la noix de muscade, le paprika ou encore de la coriandre. L’entreprise connut un grand succès et était réputée pour la qualité de ses produits. La mouture des épices au moulin d’Evere perdura pendant plusieurs décennies, même après la mort d’Oscar Tausig en 1970.

## Le musée
La vente de la société « Oscar Tausig » à l’entreprise ISFI (International Spice and Food Import) en 1983 impliqua la délocalisation de sa production vers Braine-l'Alleud et signifia donc la fin des activités au moulin d’Evere.
Dès 1979, la commune entreprit des démarches en vue du classement du site – moulin, parc et allée pavée – mais elles n’aboutirent que le 20 décembre 1990 grâce notamment à l’intervention de l’asbl CEBE (Commission de l’Environnement de Bruxelles et Environs). À partir de 1994, cette association commença des travaux de recherche et d’étude du moulin. Après être entrée en pleine propriété du site en 2002, la commune d’Evere entreprit en 2006 la rénovation du site, qui était en piteux état.
La fin des travaux en 2008 permit l’ouverture du Musée bruxellois du Moulin et de l’Alimentation dès le mois de septembre. Outre la présentation d'objets relatifs à l'histoire du moulin et de la meunerie, cette jeune institution muséale adopta comme politique d’offrir annuellement à ses visiteurs une nouvelle exposition temporaire sur le thème de l'alimentation.

### Activités
Au fil des années, le Musée bruxellois du Moulin et de l’Alimentation a développé des activités variées pour ses visiteurs (visites guidées, visites gourmandes, ateliers culinaires (groupes-individuels), livrets-jeu, stages pour enfants)  et a participé à de nombreux événements : Journées du patrimoine, Place aux enfants !, Nocturnes des Musées bruxellois, Week van de Smaak, Erfgoeddag, visites de la CEBE, …

## Accès et transport
Tram : 
- 55 (arrêt Tilleul)
- 7 (arrêt Paul Brien)

Bus :
- 45 (arrêt Oude-Kapelleke)
- 59 (arrêt Chaumontel)
- 64 et 65 (arrêt Notre-Dame)
- 66 (arrêt Kurth)
- De Lijn 270, 271, 272 et 471 (arrêt Vandevelde)